# Varde Å
Varde Å er en 40 km lang å beliggende i det sydvestlige Jylland i Danmark.

## Geografi
Varde Å dannes ved sammenløb af Grindsted Å og Ansager Å. Kort efter sammenløbet mødte vandløbet tidligere Ansager Stemmeværk, som ledte det meste af vandet til Karlsgårde Sø gennem Ansager Kanal. Nu ledes alt vandet forbi Hodde og dermed forbi Karlsgårde sø som nu kun modtager vand fra Holme Å.
På den nedre del slynger åen sig smukt forbi Nørholm Gods og hede. Ved Sig passeres Sig Fiskeri – et af landets største dambrug. Nu omdannet til et modeldambrug der dog stadig tager vand ind fra Varde Å, da ejeren mener at grundvandet er for okkerholdigt. Et kort stykke efter tilløbet af Holme Å får Gl. Varde Å sit vand tilbage fra Karlsgårde Sø, hvorved vandføringen øges.
Varde Å gennemløber Varde by og munder ud i Ho Bugt nord for Esbjerg.
Varde Å er det eneste større vadehavsvandløb, hvor udløbet ikke er reguleret med diger og sluseporte. Dette resulterer i helt specielle naturforhold, bl.a. påvirker tidevandet i Ho Bugt både vandstand og strømhastigheden langt op i Varde Å, ofte helt op til afløbet fra Karlsgårde Sø.

### Kommunegrænser
Varde Å udgør på visse strækninger grænsen mellem Varde Kommune og Esbjerg Kommune

### Sognegrænser
Varde Å udgør på visse strækninger grænsen mellem følgende sogne:
- Ansager Sogn og Skovlund Sogn
- Hodde Sogn og Thorstrup Sogn
- Thorstrup Sogn og Øse Sogn
- Thorstrup Sogn og Næsbjerg Sogn
- Varde Sogn og Næsbjerg Sogn
- Varde Sogn og Alslev Sogn
- Janderup Sogn og Alslev Sogn
- Janderup Sogn og Hostrup Sogn
- Billum Sogn og Hostrup Sogn

## Plante- og dyreliv
Varde Å inklusiv de nedre strækninger af Ansager Å og Grindsted Å udpeget som EU-habitatområde. Udpegningen omfatter også hovedparten af de tilstødende lavbundsarealer
i ådalen. I udpegningsgrundlaget for habitatområdet er snæblen og flodperlemuslingen betegnet som såkaldte prioritereterede arter, der skal lægges særlig vægt på ved varetagelsen af bestemmelserne vedrørende habitatområder.

## Historie
Den 15,5 km lange strækning af Varde Å mellem Ansager Stemmeværk og afløbet fra Karlsgårde Sø mistede ca. 90 % af sin vandføring i 1945 i forbindelse med udvidelse af Karlsgårde Vandkraftværk med anlæg af Ansager stemmeværk og Ansager Kanal. Karlsgårdeværket blev oprindeligt etableret i 1920’erne, hvor der blev etableret en ca. 6,7 km lang Holme Kanal, der starter ca. 500 m vest for Holme Å’s krydsning af landevej 475 og har udløb i Karlsgårde Sø’s østende. De nedstrøms ca. 1,4 km af Holme Kanal blev i forbindelse med 1945 projektet udvidet, således at strækningen i dag indgår som den nedstrøms del af Ansager Kanal.
Strækningen mellem Hessel og Nørholm blev uddybet og rettet ud i 1950’erne. Strækningen, der oprindeligt var 10 km lang og havde 35 åslynger, blev reduceret til 5 – 6 km åløb med kanalagtigt forløb. På den regulerede strækning blev der anlagt fire betonstyrt.
En stor del af åens reguleringer er tilbageført ved en naturgenopretning med støtte fra EUs Life programs Snæbel-projektet. 

## Roning
Varde Å bruges aktivt til roning, af Varde Roklub . Roningen foregår mellem april og oktober, og strækningen der roes på, er mellem Karlsgårdeværket og Tarphagebroen.

## Sportsfiskeri
Varde Å har mange fiskearter såsom bækørred, stalling, snæbel og gedde, men det er især opgangen af laks og havørred, der hvert år tiltrækker lystfiskere fra ind- og udland til at besøge Varde Å. Grindsted Sportsfiskerforening, Varde Sportsfiskerforening og Sydvestjydsk Sportsfiskerforening administrerer fiskeriet i Varde Å og er sammen med lodsejerforeninger en del af Varde Å-sammenslutningen.

## Henvisning
1. ↑  Varde Å på Den Store Danske
2. ↑  "Snæbel-projektet". Arkiveret fra originalen 19. februar 2014. Hentet 2. juli 2010.
3. ↑  skovognatur.dk
4. ↑  Varde Roklub